# Rover JET 1

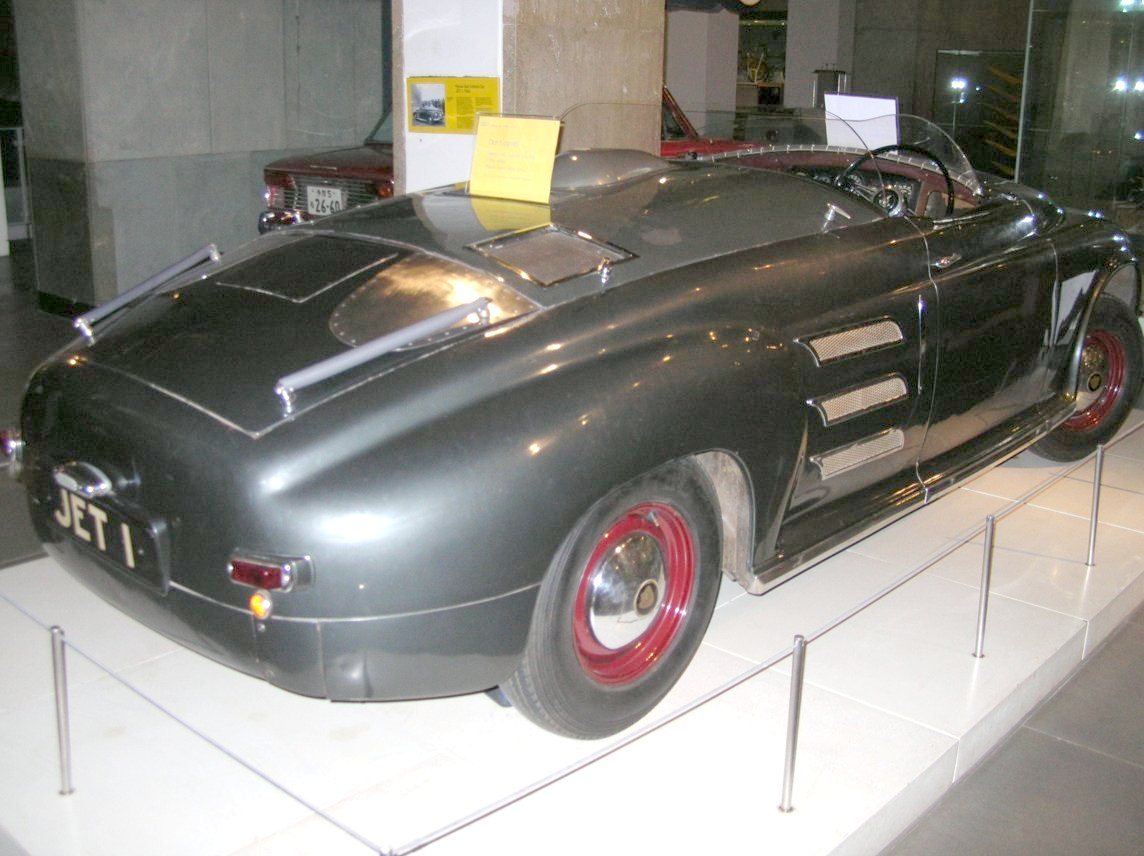
zezadu

Rover JET1 byl experimentální prototyp automobilu poháněný plynovou turbínou, vyvinutý a postavený mezi lety 1945–1950 britskou společností Rover Company. V roce 1952 byl upraven, aby měl lepší aerodynamické vlastnosti. Automobil překonal v roce 1952 světový rychlostní rekord pro vozy poháněné plynovou turbínou rychlostí 245,732 km/h. Za konstrukci tohoto automobilu získala v roce 1951 společnost Rover Company cenu Dewar Trophy jako uznání vynikajícího průkopnického úspěchu. Bylo to poprvé od roku 1925, kdy byla cena Roveru udělena naposledy.
Automobil byl veřejnosti představen v březnu 1950. Bylo to první auto poháněné plynovou turbínou.
JET1 byl otevřený dvoumístný tourer, měl motor umístěn za sedadly, sání vzduchu na obou stranách vozu a výfukové otvory v horní části karoserie nad zadní nápravou. Během testů dosahoval maximální rychlosti 142 km/h. Poté, co byl představen ve Velké Británii a ve Spojených státech v roce 1950, byl dále vylepšován a poté podroben rychlostním zkouškám na dálnici u Belgického města Jabbeke v červnu 1952, kde byla překročena rychlost 240 km/h. Rover JET 1 je v současné době k vidění v Londýnském muzeu vědy.